# Папская комиссия Ecclesia Dei
Папская Комиссия Ecclesia Dei (лат. Pontificia Commissio Ecclesia Dei) — бывшая дикастерия Римской Курии, комиссия Римско-католической церкви, учреждённая папой римским Иоанном Павлом II motu proprio Ecclesia Dei от 2 июля 1988 года для заботы о тех бывших последователях архиепископа Марселя Лефевра, которые порвали с ним после совершения им посвящения четырёх священников из его Священнического Братства Святого Пия X в епископы 30 июня 1988 года — акта, который Святой Престол счёл незаконным и раскольническим.
Комиссия имеет дополнительные задачи: попытку возвратить к полному общению со Святым Престолом тех католиков-традиционалистов, которые находятся в состоянии разделения, тех, для кого Священническое Братство Святого Пия X (SSPX) является передовым, и для помощи в удовлетворении стремления людей, не связанных с любой из этих двух групп, которые желают видеть действительной литургию римского обряда в варианте до 1970 года.
Папская Комиссия Ecclesia Dei была упразднена и объединена с Конгрегацией доктрины веры 19 января 2019 года Апостольским письмом в форме motu proprio.

## Руководство Папской Комиссии

### Председатели Папской комиссии Ecclesia Dei
- кардинал Пауль Майер, O.S.B. — (2 июля 1988 — 1 июля 1991);
- кардинал Антонио Инноченти — (1 июля 1991 — 16 декабря 1995);
- кардинал Анджело Феличи — (16 декабря 1995 — 13 апреля 2000);
- кардинал Дарио Кастрильон Ойос — (14 апреля 2000 — 8 июля 2009);
- кардинал Уильям Джозеф Левада — (8 июля 2009 — 2 июля 2012);
- кардинал Герхард Людвиг Мюллер — (2 июля 2012 — 1 июля 2017);
- кардинал Луис Франсиско Ладария Феррер — (1 июля 2017 — 19 января 2019).

### Вице-председатели
- прелат Камиль Перль — (13 марта 2008 — 8 июля 2009);
- архиепископ Августин Ди Нойя OP — (26 июня 2012 — 21 сентября 2013).

### Секретари
- прелат Камиль Перль (1938–2018) — (1988 — 13 марта 2008);
- монсеньор Марио Марини (1936–2009) — (13 марта 2008 — 24 мая 2009);
- архиепископ Гвидо Поццо (* 1951) — (8 июля 2009 — 3 ноября 2012 и 3 августа 2013 — 19 января 2019).